# Simetrie radială

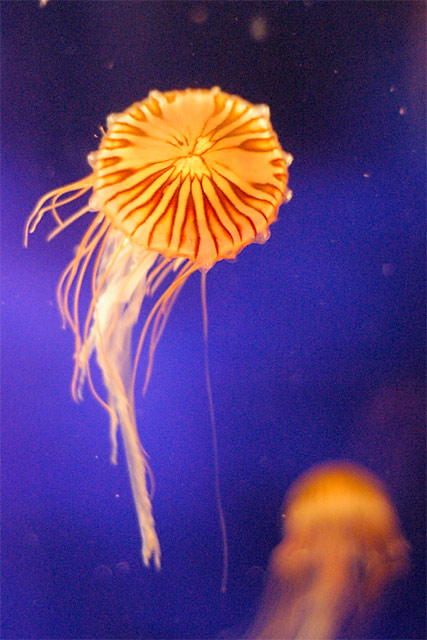
Meduza, animal tipic radial

La unele animale cu mod de viață sedentar, corpul are simetrie radială. Pornind de la o axă imaginară care trece prin corpul acestor animale, pot fi trasate raze care împart corpul în părți cu structură identică. O astfel de structură îi permite animalului să se apere de dușmani care îl pot ataca din diferite părți.